# アクソナ川の戦い
アクソナ川の戦い（アクソナがわのたたかい、仏:Bataille de l'Aisne）とは、ガリア戦争中の紀元前57年にベルガエ系スエッシオネス族出身のガルバを総司令官とするベルガエ人連合軍とガリア総督ガイウス・ユリウス・カエサル率いるローマ軍の間で行われた戦いである。

## 経過
ウォセグスの戦いによってゲルマニア人の脅威が去ったガリアでは、ベルガエ人を中心にローマの支配をも打破しようという動きが起こりつつあり、ガリア属州総督カエサルはウェソンティオ（現：ブザンソン）に駐屯していたティトゥス・ラビエヌスよりその旨の報告を受けた。カエサルは、ベルガエ人の動きをガリア征服への口実として利用すべく、第13軍団、第14軍団を当たらせると共に、レミ族へはローマへ兵站面での協力を要請した。
ベロウァッキ族(Bellovaci）、スエッシオネス族（Suessiones）、ネルウィ族（Nervii）、アトレバテス族(Atrebates）、アンビアニ族(Ambiani）、メナピィ族(Menapii）、カッティ族（Caleti）、ウェリオカッセス族(Veliocasses）、ウィロマンドゥイ族(Viromandui）、アトゥアトゥキ族(Aduatuci）、コンドゥルシ族(Condrusi）、エブロネス族（Eburones）、カエロエシ族(Caeroesi）、パエマニ族(Paemani）らベルガエ諸部族の連合軍（総兵数で30万ともされる）は、スエッシオネス族の族長ガルバ（Galba）をリーダーとして結束し、ローマへ味方することを決したレミ族への制裁及びカエサル軍のガリアからの排除も狙って、アクソナ川（現：エーヌ川）沿いにあったレミ族の城市・ビブラクスを攻撃した。
カエサルはビブラクスへヌミディア騎兵・クレタ弓兵・バレアレス族の投石隊等から構成される援軍を送り、カエサル自身はアクソナ川を後背とした小高い丘の上に陣地を張って、ベルガエ人と対峙した。ベルガエ人はアクソナ川の浅瀬を渡り、ローマ軍の兵站線の寸断を狙ったものの、カエサルは騎兵部隊や弓兵部隊等の軍を率いてベルガエ人を撃退した。
カエサルはこれとは別にハエドゥイ族にベルガエ諸部族の集落を襲撃すべく指示を出しており、ベロウァッキ族の領土に到達したことを知ったベルガエ人らは自らの領土へ退却を始めたが、退却に移ったベルガエ人をラビエヌスらが指揮を執るローマ軍が追撃し、大混乱状態となったベルガエ人を多数殺害した。
ローマ軍はアクソナ川でベルガエ人を討った余勢をかって、スエッシオネス族の主邑・ノウィオドゥムヌ(現：ソワソン）を攻撃した。堅牢な城壁や深い壕に阻まれ攻略に時間を要ものの、スエッシオネス族は降伏して、ガルバは自身の息子2名を含む人質をローマへ提供した。また、ハエドゥイ族に攻撃されていたベロウァッキ族もローマへ人質を600名供出することを条件にハエドゥイ族の仲介もあって、降伏が認められた。
また、スエッシオネス族以外にも多くのベルガエ人が降伏したものの、一方でボドゥオグナトゥス（Boduognatus）をリーダーとするネルウィ族やアトレバテス族らは依然としてカエサルへの抵抗を続けており、カエサルは引き続き軍を率いて、ネルウィ族の領土へと向かうこととなった。